# Allée Célestin-Hennion
L’allée Célestin-Hennion se situe dans le 4e arrondissement de Paris, sur l’île de la Cité.

## Situation et accès
Cette voie dessert les boutiques du marché aux fleurs Reine-Elizabeth-II, place Louis-Lépine.
Cette voie est accessible par la station de métro Cité.

## Origine du nom

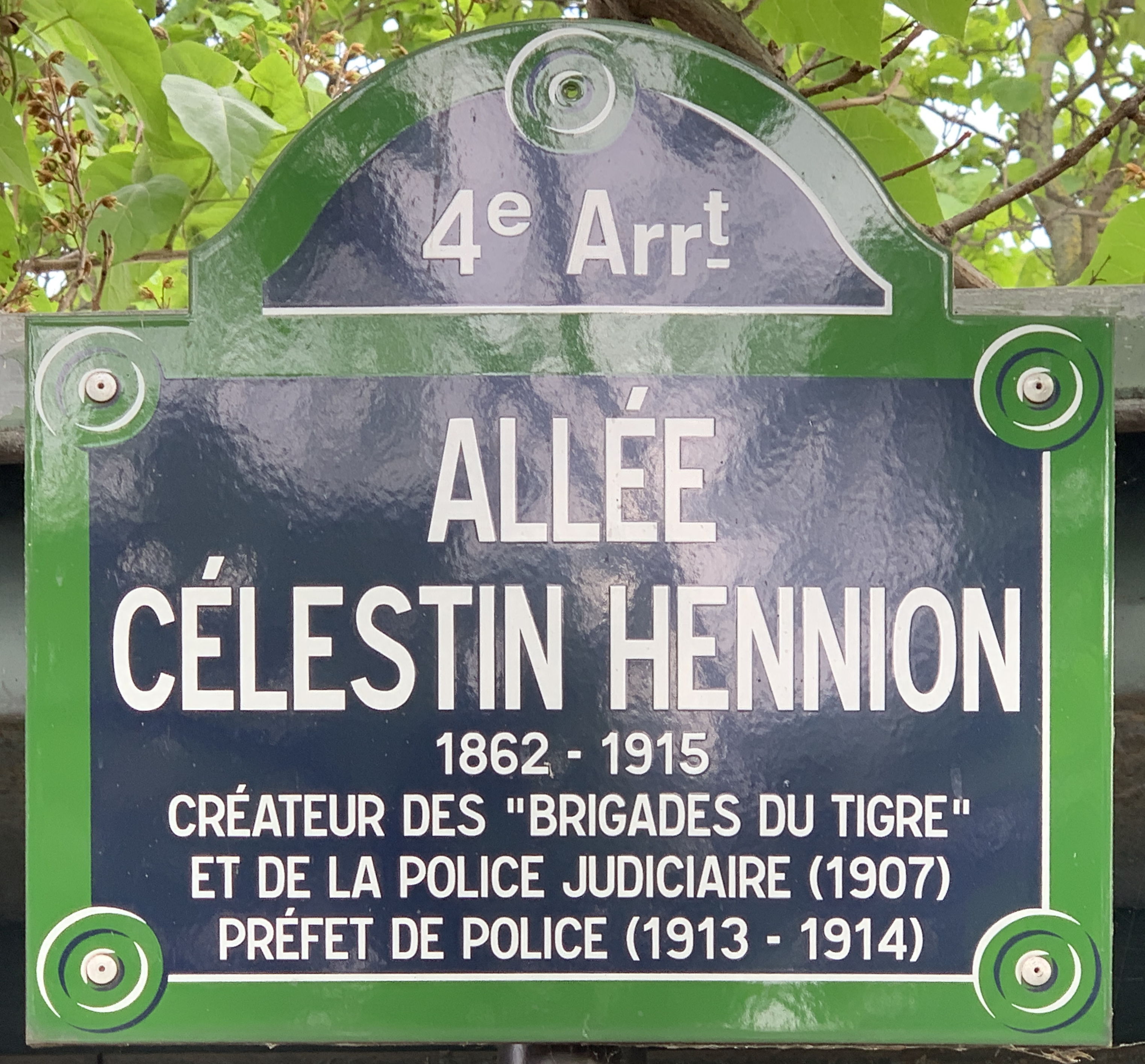
Plaque de l'allée.

Cette voie honore Célestin Hennion (1862-1915), dont le nom reste associé aux célèbres « Brigades du Tigre ». Célestin Hennion fut aussi le successeur immédiat (en 1913) de Louis Lépine (1846-1933) au poste de préfet de police. Les deux hommes sont donc aujourd’hui associés dans l’odonymie parisienne, à proximité immédiate du siège de la préfecture de police.

## Historique
Cette voie publique a reçu le nom d'« allée Célestin-Hennion » par l’arrêté modificatif du 11 juillet 2007 qui modifie les emprises des précédentes dénominations (arrêtés du 11 août 2006 et du 28 novembre 2006).
L'allée est en réalité une boucle qui traverse le marché aux fleurs. Son entrée et sa sortie se font quai de la Corse. Qu'elle soit traversée par des automobiles et accueille des places de stationnement suscite des critiques quant à l'esthétisme des lieux. Les commerçants l'utilisent toutefois pour entreposer leur marchandise. Dans le cadre de la rénovation du marché, dont les travaux doivent avoir lieu entre 2023 et 2025, l'allée sera piétonnisée et les anciennes places de stationnement végétalisées.
Par délibération du 6 juin 2025, l'allée n'est plus une boucle puisque son tronçon devient l'allée des Défenseurs-de-la-Caserne-de-la-Cité.
Deux fontaines Wallace la bordent.

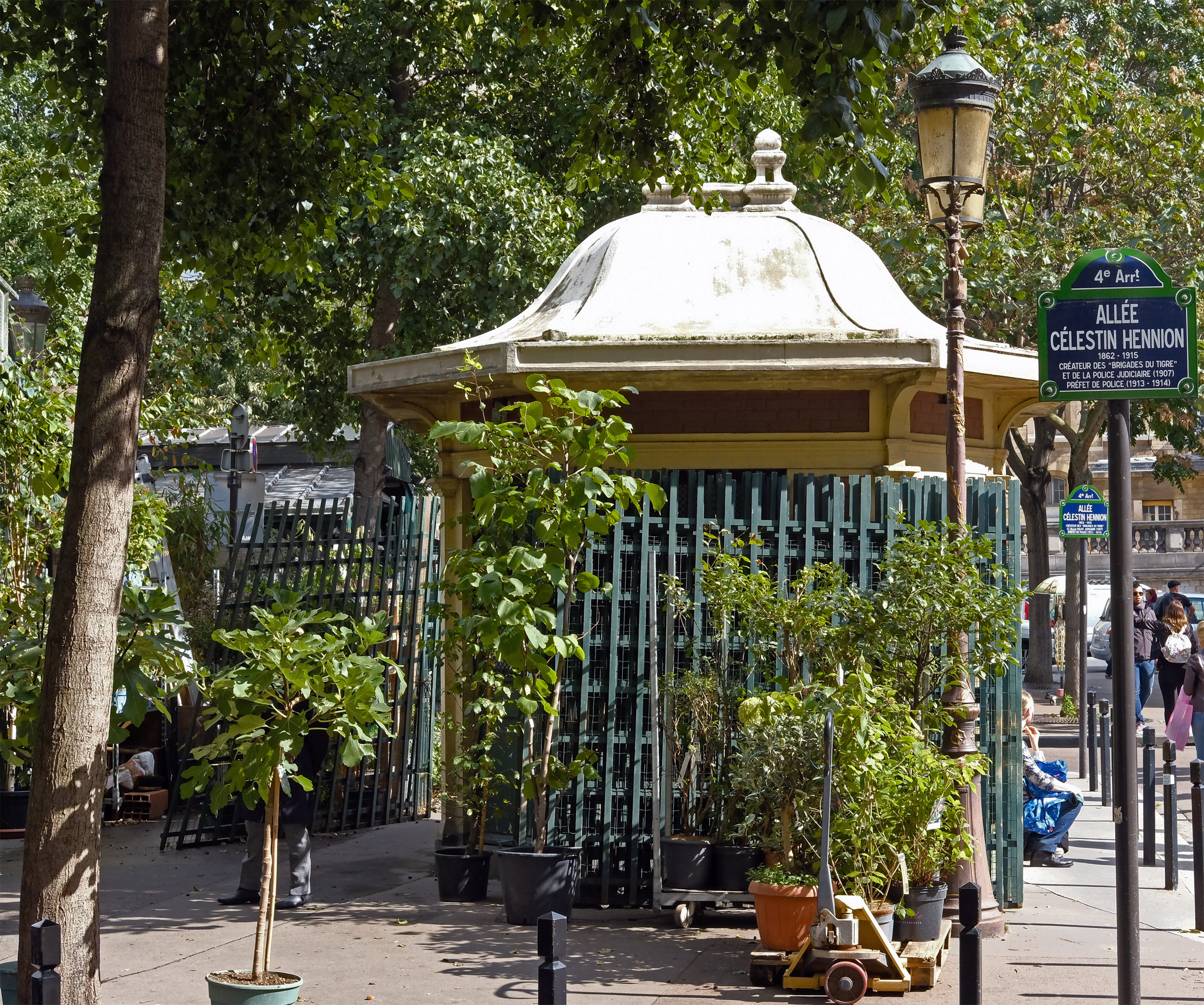
Un chalet du marché aux fleurs datant des années 1920.